# Joe Dombrowski
Joe Dombrowski, (nascido a 12 de maio de 1991) é um ciclista profissional estadounidense. Atualmente compete pela equipa EF Education First Pro Cycling Team.
Depois de chegar à equipa Trek-Livestrong U23 em agosto de 2010 como estagiário, em 2011 conseguiu algumas atuações de destaque na Europa como um 3º posto na Ronde de l'Isard d'Ariège (França) e 2º no Giro do Vale de Aosta (Itália).
Em 2012 ganhou o Girobio (considerada a versão amadora do Giro d'Italia), foi 2º no Tour de Gila e demonstrou seus dotes de escalador nas três principais carreiras do calendário internacional americano que se disputam nos Estados Unidos. Em maio culminou 12º na Volta a Califórnia,  em agosto finalizou 4º no Tour de Utah e poucos dias depois foi 10º no USA Pro Cycling Challenge. Nestas duas últimas ademais se consagrou como o melhor jovem.

## Palmarés
2011
- 1 etapa do Giro do Vale de Aosta

2012
- Girobio, mais 2 etapas

2015
- 2º em Campeonato dos Estados Unidos em Estrada
- Tour de Utah, mais 1 etapa

2019
- 1 etapa do Tour de Utah

2021
- 4.ª etapa do Giro d'Italia

## Resultados em Grandes Voltas e Campeonatos do Mundo
| Carreira               | 2011 | 2012 | 2013 | 2014 | 2015 | 2016 | 2017 | 2018 | 2019 | 2020 | 2021 |
| ---------------------- | ---- | ---- | ---- | ---- | ---- | ---- | ---- | ---- | ---- | ---- | ---- |
| Giro d'Italia          | -    | -    | -    | -    | -    | 34º  | 69º  | 63º  | 12º  | 43º  | º    |
| Tour de France         | -    | -    | -    | -    | -    | -    | -    | -    | -    | -    |      |
| Volta a Espanha        | -    | -    | -    | -    | 46º  | 88º  | 101º | -    | -    | -    |      |
| Mundial em Estrada     | -    | -    | -    | -    | -    | -    | -    | -    | -    | -    | -    |
| Mundial Contrarrelógio | -    | -    | -    | -    | -    | -    | -    | -    | -    | -    | -    |

-: não participa

Ab.: abandono

## Equipas
- Trek-Livestrong/Bontrager Livestrong (2011-2012)
  - Trek-Livestrong (2011)
  - Bontrager Livestrong Team (2012)
- Sky (2013-2014)
  - Sky Procycling (2013)
  - Team Sky (2014)
- Cannondale/EF (2015-2019)
  - Team Cannondale-Garmin (2015)
  - Cannondale Pro Cycling Team (2016)
  - Cannondale-Drapac Pro Cycling Team (2016-2017)
  - EF Education First-Drapac (2018)
  - EF Education First Pro Cycling Team (2019)
- UAE Team Emirates (2020-)